# Шишова, Екатерина Владимировна
Екатерина Владимировна Шишова (род. 13 сентября 1978 года) — российская ватерполистка, ватерпольный тренер. В настоящее время — старший тренер «Югры» (Ханты-Мансийск).

## Карьера
Спортом начала заниматься в пятилетнем возрасте  в родном Златоусте, но её первые шаги были сделаны в фигурном катании. Занималась в секции фигурного катания спортивного клуба «Таганай» при Златоустовском машиностроительном заводе у Татьяны Васильевны Волосенковой, к 15 годам выполнила 1 взрослый разряд. В 1993 году перешла на водное поло. Сначала занималась у Валерия Анатольевича Ульянова в СДЮШОР №3 и за два года стала перворазрядницей в водном поло. С 1995 года выступала за команду «Уралочка-ЗМЗ» (Златоуст), где её тренером был Михаил Николаевич Накоряков.
Когда в 2008 году в Ханты-Мансийске была создана ватерпольная команда «Югра», Екатерина была приглашена на должность играющего тренера, помощника одноклубницы по «Уралочке» Татьяны Петровой. В 2012 году стала старшим тренером созданного отделения водного поло на базе Югорского колледжа-интерната олимпийского резерва, тренером юниорской сборной команды ХМАО — Югра.
Чемпионка России (1997, 1999-2002). Серебряный (1998, 2004) и бронзовый (2003, 2009) призёр чемпионатов России. Обладатель Кубка России (2002, 2004, 2006). Серебряный призёр чемпионата Венгрии (1999). Финалист (2002) и бронзовый призёр (2001, 2003) Кубка европейских чемпионов LEN.
В 2002-2004 годах привлекалась в сборную, в составе которой стала бронзовым призёром чемпионата Европы (2003) и мира (2003), победительницей турнира Kirishi Cup (2002). А также приняла участие в Олимпийских играх 2004 года, чемпионатах мира 2001 и 2007 годов, Кубке мира 2002 года.
Мастер спорта России международного класса (2003), заслуженный тренер России (2019).
Окончила школу № 15 Златоуста (1995), Златоустовский торгово-экономический техникум (1997) и Южно-Уральский государственный университет (2004, Челябинск).
Бронзовый призёр чемпионата России (2009, 2010, 2013, 2015). Серебряный (2017) и бронзовый призёр Кубка России (2010, 2015, 2016). Финалист (2010) и бронзовый призёр (2014) Кубка LEN Trophy. Чемпионка России по мини-водному поло (2018). Бронзовый призёр VI летней Спартакиады учащихся России (2013), первенства России до 19 лет (2017, 2019), до 17 лет (2014).